# 印第安納波利斯聯合車站
印第安納波利斯聯合車站（英語：Indianapolis Union Station）為世界上第一座聯合車站，位於美國印第安納州首府印第安納波利斯市市區南部，曾經為批發交易區（Wholesale District），於1953年由印第安納聯合鐵路公司（Indiana Union Railway）建成及管轄。於1886年，由匹茲堡市著名建築師Tomas Rodd負責設計重新興建。理查森羅馬式（Richardsonian Romanesque）古堡式車站主樓和鐘樓保存至今。美國國鐵仍然使用其部分設施。

## 建築式樣
聯合車站設計師Thomas Rodd曾深受建築師Henry Hobson Richardson (1838-1886)影響，後者開創了“理查森羅馬式”建築風格。歷史學家James R. Hetheringon認為聯合車站在風格上參照了理查德森作品“阿勒格尼地方法院大樓”。在建築式樣上有許多相似之處。
車站主樓高三層，由紅磚和花崗岩建造，具有羅馬式建築常見的傾斜式排水溝。主樓擁有一巨大的玫瑰窗，石板屋頂，望台，並且有一高達185英尺的附屬鐘樓。1888年增設巨大的月台天篷。

## 早期歷史
1847年，印第安納波利斯迎來了第一條鐵路：曼迪遜和印第安納波利斯鐵路公司（Madison and Indianapolis Railroad)，從而開始其100年鐵路樞紐的歷史。隨後，數個鐵路公司將其網絡擴展到印第安納波利斯，並修築了多個車站。這一幕場景也發生在美國大多數大中型城市，印第安納波利斯率先提出在市區內修建一大型聯合車站，以方便旅客轉車和貨物轉運。1849年8月，“印第安納波利斯聯合鐵路公司”成立並開始鋪設連接各個鐵路公司的聯絡線。1853年，在現今聯合車站位置建立一座磚制停車棚作為乘降所，為全美國第一座“聯合車站”。
隨著印第安納波利斯城市發展，原有臨時設施以不堪重負。1886年，聯合鐵路公司委托賓夕法尼亞鐵路公司建築師Thomas Rodd設計新車站。1888 年車站完工，至1893年，客流達到日均120次列車，25,000人次。至1900年，每日到發列車200餘次，同時，市區道路交通壓力逐漸增大。聯合車站于1915年至1922年大規模擴建月台，並提升月台于街道路面之上，橫跨伊利諾伊街。至此，印第安納波利斯聯合車站為美國中西部第二大鐵路樞紐，僅次於芝加哥聯合車站。

## 戰後狀況
第二次世界大戰後，美國鐵路客運開始衰退。1960年代起，由於乘客減少，客運列車逐漸取消。伴隨著都市衰退，許多缺乏通勤鐵路的城市車站被迫關閉，拆毀。印第安納波利斯聯合車站在短暫輝煌後，也不得不面臨此等窘境。1971年，美國國鐵成立後不久，僅有一對列車國家特快號停靠，1979年國家特快號停運後，聯合車站一度廢棄，成為流浪漢和邊緣人群的聚集地，警匪追逐場面時有發生。市政當局開始尋求保護這座歷史性建築的途徑，並希望促成其重新繁榮。
1982年7月14日聯合車站被列為美國國家史跡名錄。1980年10月1日，印第安納州號開始運營。1986年4月27日，從芝加哥經華盛頓特區開往紐約的紅衣主教號經停聯合車站。
1984年起，“伍倫，墨蘭合作公司”（Woollen, Molzan and Partners）承建將聯合車站整修成節日市場 (Festival marketplace)。1986年整修完成對外開放，聯合車站轉型為餐館，酒吧，商店為一體的大型商業中心。大部份月台被拆除，東段改造成美食街，西段則為皇冠酒店。店內提供26套由老式普爾曼臥舖車廂改造而來的套房。車站南側仍然保留了月台，路軌和進站口等車站用於美鐵印第安納州號,紅衣主教號以及灰狗巴士，美鐵巴士。貨運列車也時有通過。
然而1990年代中期以來，聯合車站面臨再一次的衰落。市區“環形中心購物廣場” (Circle Center Mall)于1995年9月落成後，聯合車站內商店，餐館和零售商開始遷出。1997年，除車站本身外，僅剩酒店業。曾有計劃修建溝通中心購物廣場和車站的步行天橋，但被政府部門以“保護國家史跡原貌”的理由拒絕。地下通道也曾在考慮之列，但由於成本過高被迫放棄。印第安納波利斯市政府被迫接管車站，並繼續尋求有效途徑利用，包括出租部分空間用於辦公，以及增設一小型卡丁車遊樂場。
2002年，21世紀特許中學 (21st Century Charter School)在車站內成立。同時，皇冠酒店營業面積也逐漸增大。部分企業和機構開始遷入車站主樓。2006年時車站內有：美國銀行，墨西哥領事館（已遷出），印第安納非裔美國人博物館，日裔美國人協會，以及印第安納步行者學院 (Indiana Pacers Academy，另一特許學校)。聯合車站內部指示大量使用英，西雙語。主樓大廳則用於活動出租。

## 運營線路
- 美鐵巴士

聯合車站同樣作為印第安納波利斯長途汽車站始發開往如下地點的美鐵巴士：
- 尚佩恩 (伊利諾伊州)
- 丹維爾 (伊利諾伊州)
- 達文波特 (艾奧瓦州)
- 蓋爾斯堡 (伊利諾伊州)
- 大皮奧里亞地區機場（位於皮奧里亞 (伊利諾伊州)）
- 路易維爾 (肯塔基州),
- 莫林 (伊利諾伊州)
- 諾默爾 (伊利諾伊州)

## 圖集

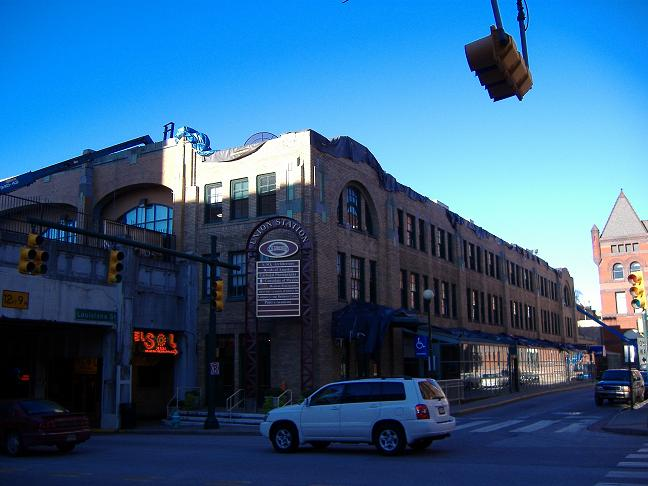
車站入口
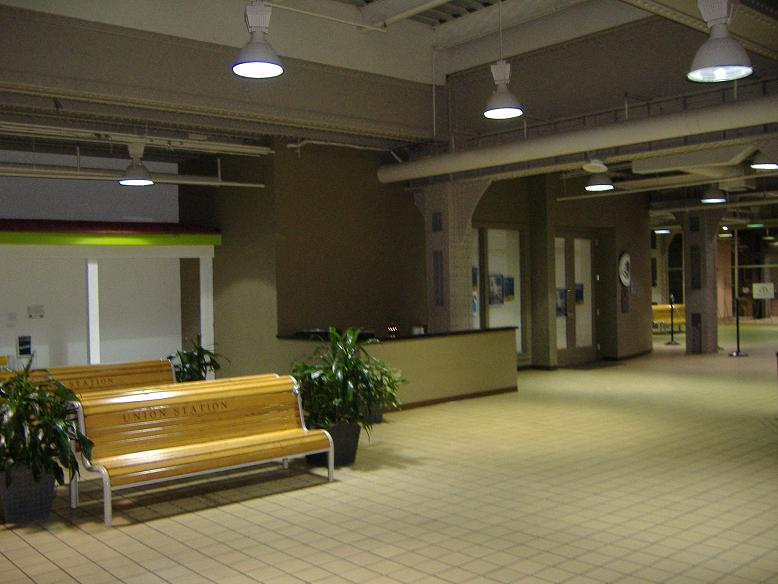
車站內部，原墨西哥領事館外
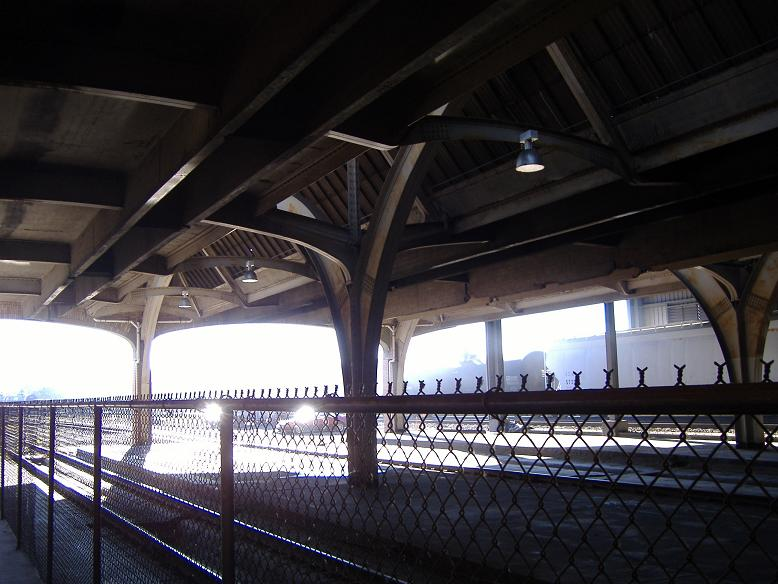
車站月台，東向（辛辛那提方向）
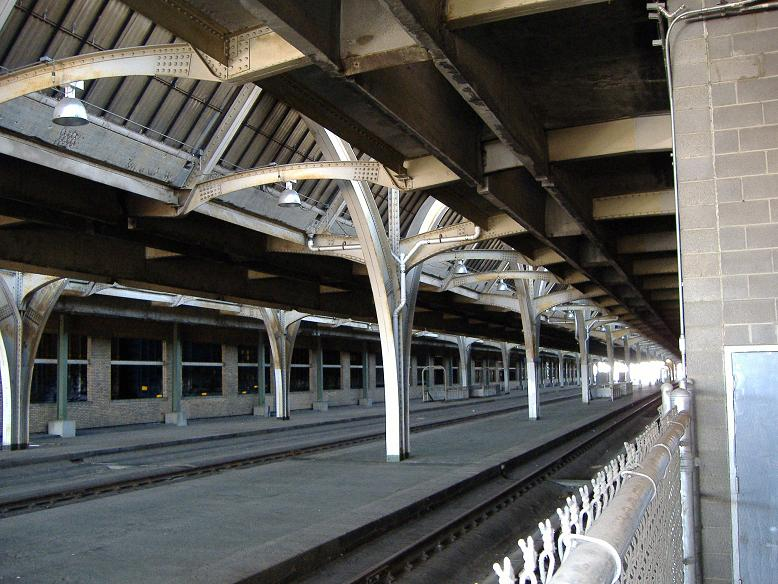
車站月台，西向（芝加哥方向）
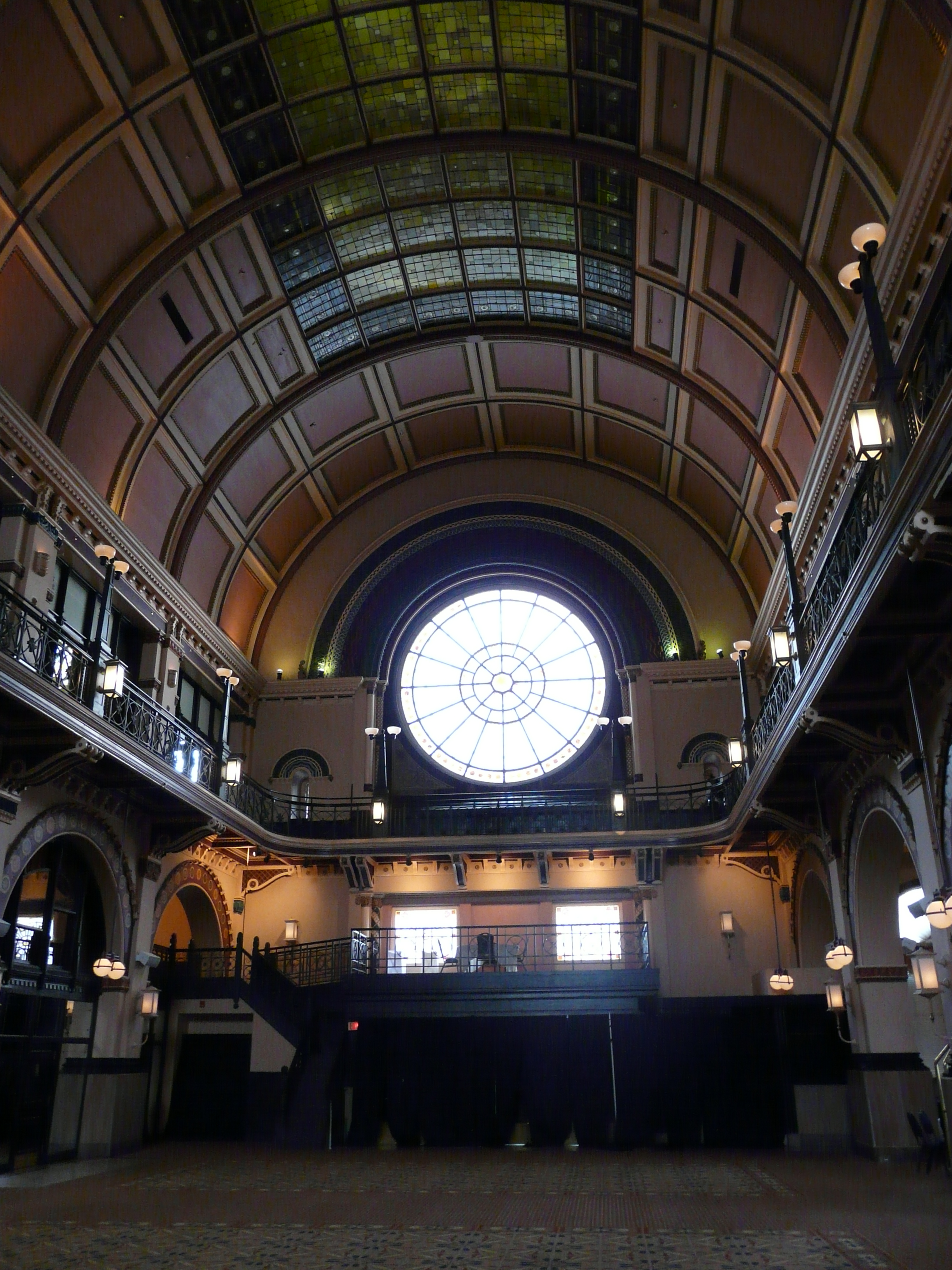
車站大廳
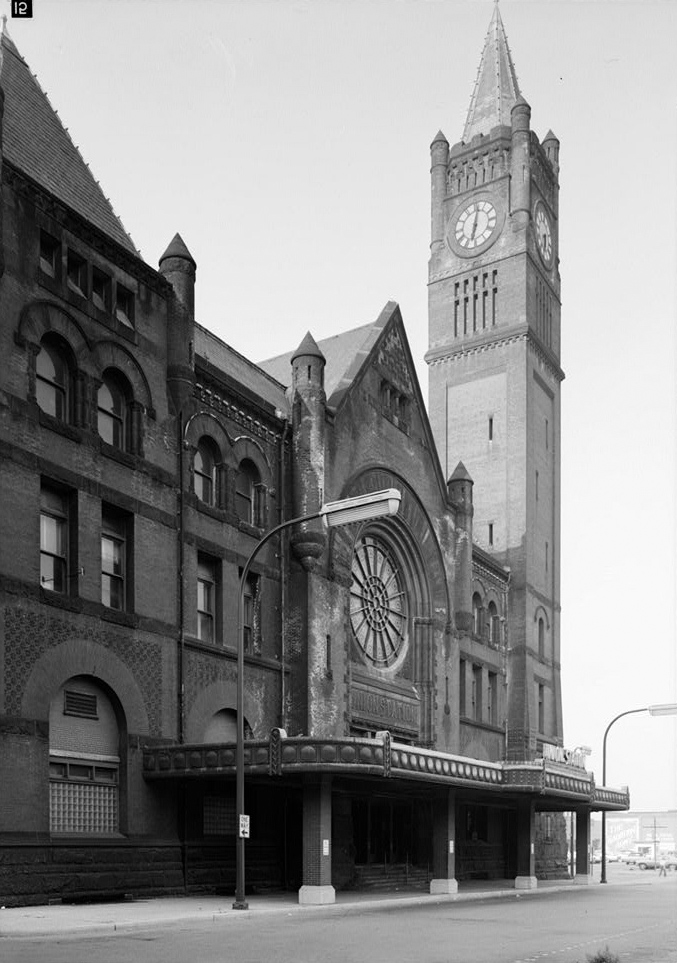
1970年車站正面
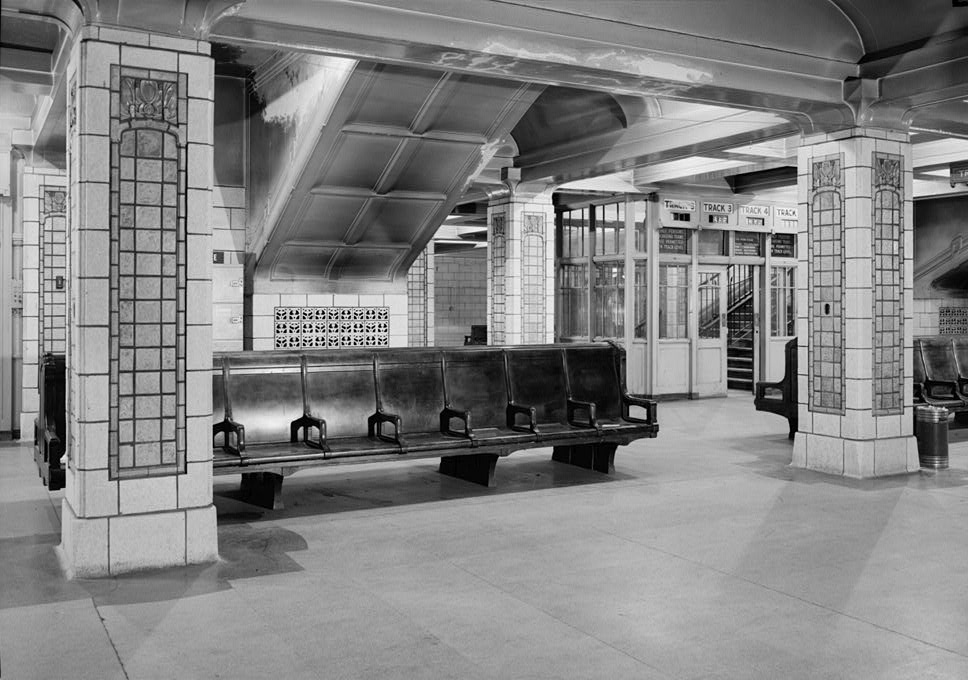
原進站口樓梯
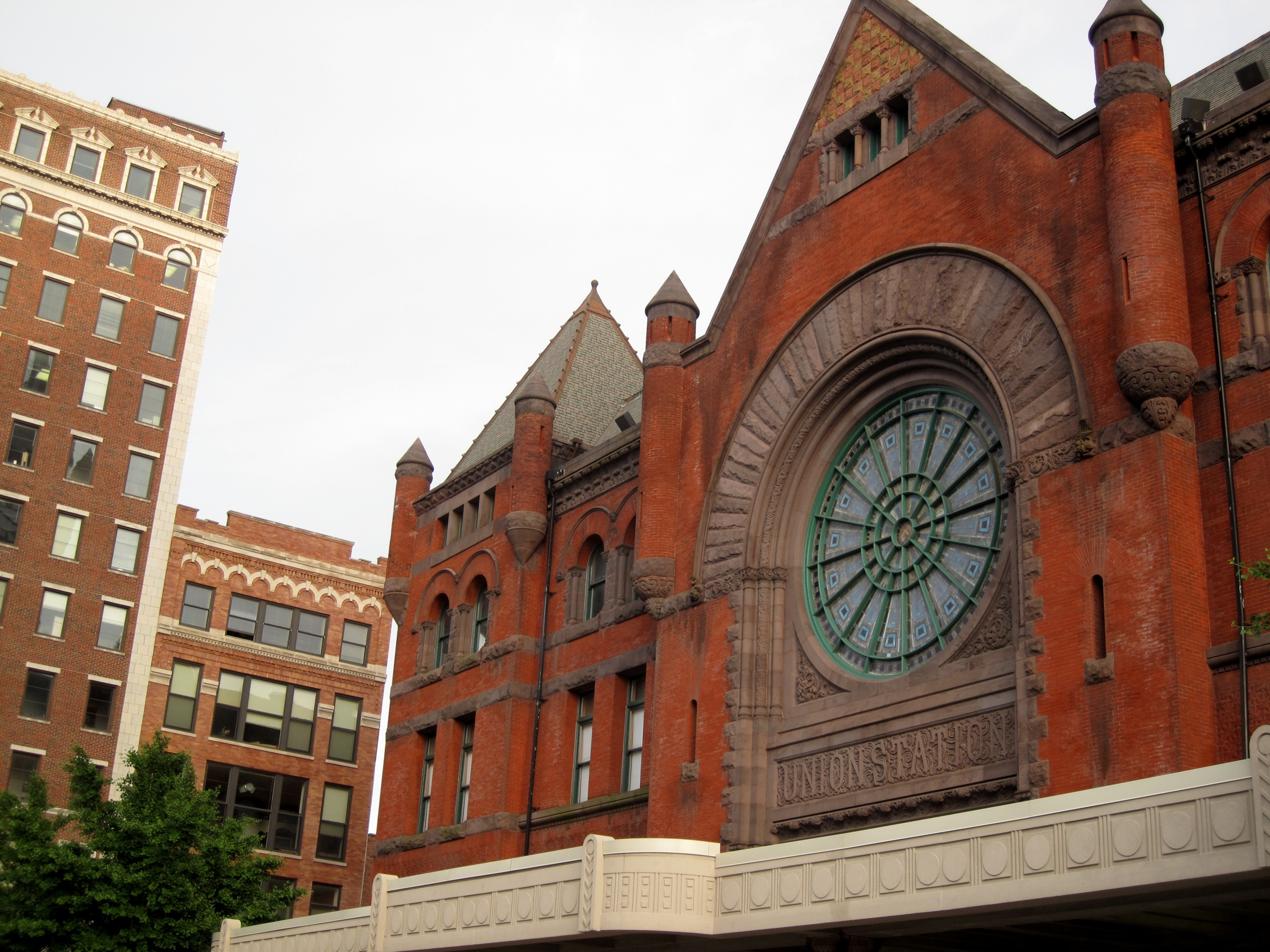
車站主樓玫瑰窗

## 外部連結
- Rethinking Adaptive Reuse, or, How Not to Save a Great Urban Terminal by Erik Ledbetter
- Indiana Historical Society page on Union Station
- Union Station from Indianapolis: a National Park Service Discover Our Shared Heritage Travel Itinerary （页面存档备份，存于）